# 新評論
株式会社新評論（しんひょうろん）は、日本の学術系中堅出版社。主に人文、社会、環境等の専門書籍を刊行している。

## 所在地
- 〒169-0051  東京都新宿区西早稲田3-16-28

## 沿革
- 1952年　美作太郎により創立。社名は美作が勤務していた日本評論社からとり「新評論社」とした（のちに「新評論」に社名を改める）[1]。
- 1990年　新評論の有力編集者であった藤原良雄が独立し藤原書店を設立。同時に、藤原が新評論で編集者として手がけた多くの書物の権利を藤原書店に譲った。

## 主な発行物
- 『第三世界の経済構造』
- 『新・受験技法』
- 『藤原保信著作集』
- 『まもなく開演 コンサートホールの音響の仕事』三好直樹 著（シリーズ・アーツマネジメント）
- 『地域ブランドシリーズ』

その他、
- スウェーデンに関する本も多く揃える。
- スタンダールの紀行文も出されている。